# ウディ・ハーマン
ウディ・ハーマン (Woody Herman、本名：Woodrow Charles Thomas Herman、1913年5月16日 - 1987年10月29日）は、アメリカ合衆国のクラリネット奏者、サクソフォーン奏者、歌手。
1930年代から1940年代にかけてビッグバンドのバンドリーダーとしても活躍し、そのバンドは "The Herd" （ザ・ハード、"herd"は「（草食動物の）群れ」の意味）と称された。最盛期のバンドから多くの優れたジャズ・ミュージシャンを輩出した功績は特筆される。

## 生涯
ハーマンは、ウィスコンシン州ミルウォーキー生まれ。幼い頃は子供のパフォーマー兼歌手で、ヴォードヴィルの舞台に歌手として立ち、15歳には早くもサクソフォーンを習得し、アルト・サックス、ソプラノ・サックス、クラリネットを演奏するプロ演奏家として活動を始めた。
1936年、所属していたアイシャム・ジョーンズ (Isham Jones) のバンドを引き継ぎ、ウディ・ハーマン・オーケストラとして活動を始める。当初はデューク・エリントン楽団やカウント・ベイシー楽団の影響を色濃く反映しており、スウィング・ジャズを基調としたブルース曲を多く演じていた。
アイシャム・ジョーンズ楽団のメンバーをそのまま引き継いだハーマンは、不安定なビッグバンド「運営」に「経営」的手法を取り入れて安定させることを目指した。
彼は、ジャズ史上で初めて株式会社組織のビッグバンドを設立したことで知られる。さらに、売れるバンド運営には大衆を振り向かせるバンド・カラーとしての突出したコンセプトが必要、と考えた。
当時のアメリカ社会では、ベニー・グッドマン楽団の商業的大成功による白人ビッグバンドが大ブームとなりつつあったが、いずれの楽団もブルースを盛んに演奏したり敬愛する黒人演奏者を招聘しながら、実際の商業的レコード販売方針や公のコンサート会場では黒人奏者をやむなく排除していた。
ハーマンはここに着目して、オール白人バンドながら（当時のアメリカ社会では汚いものとして差別されていた）黒人色を意識した露骨なブルースバンド、という（当時としては斬新な）コンセプトを纏うことにより、旧アイシャム・ジョーンズ楽団そのままのメンバーで、新生株式会社ウディ・ハーマン楽団を「売れる楽団」になるよう経営改革していった。これがハーマン楽団旗揚げ時の、ブルース・バンド時代である。
この初期から "The Herd" としての原型は見られたとする批評家もあるが、一般には1944年以降のコロンビア・レコードとの契約以後活動を指して "First Herd" （第1期ウディ・ハーマン楽団）と呼ばれている。この頃のウディ・ハーマン楽団のスウィングのリズムにビバップを組み合わせたそのサウンドは賞賛を受けた。ハーマンは指揮や演奏の傍ら、バンドのシンガーとしても活躍している。1945年2月には後にウエストコースト・ジャズの名だたるプレーヤーとなる若手ミュージシャンたちが集い、強力な陣容が固められた。1946年にはジャンプ・ブルース界の人気歌手であるルイ・ジョーダンを迎えて「カルドニア (Caldonia)」をレコーディング。バンドマンとして絶頂期を迎える。
ハーマン楽団のトレードマークである「ハード（"The Herd"）」とは、直訳すると動物の群れを意味する。
モダンジャズ期以降、ウディ・ハーマン楽団はメンバー入れ替えやバンドコンセプト変更に伴い、さまざまな名称を冠した「ハード」を名乗ることになる。
ジャズ史的には上述の通り、ビ・バップコンセプトの「ファースト・ハード」とクール・ジャズコンセプトの「セカンド・ハード」が最重要とされる。
ジャズ界全体の演奏コンセプトとしてバップがすっかり一般化してしまった（ハード・バップ時代に突入した）1950年代になると、ファースト・ハードとセカンド・ハードの楽曲を踏襲しつつ（ハーマン自身としては）新コンセプトの「サード・ハード」までがハーマン楽団の最盛期とされる。それ以降は雷鳴の如くいきり立ったファースト・ハード時代を回顧した「サンダリング・ハード」、若手メンバーに総入れ替えした「ヤング・サンダリング・ハード」など、様々な「ハード」の名称を転々とした。
その「ハード」改称の多さはハーマン本人曰く、「自分でも一体いくつのハードがあったのか、わからない」と冗談めかして人を笑わせたほどであった。
日本で、この「ハード」をバンド名に取り入れたのが、宮間利之とニューハード(現宮間利之＆ニューハード)である。
第一次バンドはウディのキャリアにおいて経営的には唯一成功したとされているが、この年、妻のアルコール依存症・薬物依存症に対するケアに専念するために、バンドを解散せざるを得なかった。このとき、かつてハンフリー・ボガートとローレン・バコールが住んでいたハリウッドの家に移り住んでいる。
1947年、"Second Herd" と呼ばれる第2期ウディ・ハーマン楽団を結成。このときのサックスセクション（ズート・シムズ、サージ・チャロフ、ハービー・スチュワード、スタン・ゲッツ）を全面的にフィーチャーした「フォー・ブラザース (en:Four Brothers (jazz standard)、1947年12月27日発表) の大ヒットにより、このときのバンドは別名「フォー・ブラザース・バンド」とも呼ばれている。また、バンドのアレンジャーでピアニストでもあるラルフ・バーンズが作曲した組曲「サマー・シークエンス」中の一曲でゲッツのソロをフィーチャーしたバラード・ナンバー「アーリー・オータム」は、美しい曲調で1948年に大ヒットし、「フォー・ブラザーズ」と並ぶハーマン楽団セカンド・ハードの代表曲となった。
1950年代以後は時流の変化でビッグ・バンドの経営自体が困難になり、バンドの主力であった有力ミュージシャンの多くがソロ活動のため独立していった事や、またジャズ界での主流がスモールコンボに移行したために活動はやや低調になっていくが、ウディは幾度かの中断を経ながらもビッグ・バンドでの活動継続を図った。この頃の共演者にナット・アダレイ、エディ・コスタ、チャーリー・バードがいる。
1960年代末から1970年代前半にはロックの影響を受け、エレクトリックピアノやエレクトリックベースをリズムセクションに加え、ブラス・ロック色の強い作品を発表。他にもファゴットやオーボエ、フレンチホルンなど通常ジャズで用いられない楽器を加えた作品を発表している。過去の彼の音楽性を振り返ると、珍しい楽器を前面に推し出す方針は、最も初期のブルース・バンド時代から萌芽がみられ、戦前にもフリューゲルホルン（奏者：ジョー・ビショップ）を盛んにフィーチャーしていた。また、「セカンド・ハード」旗揚げのコンセプトは、ジャズのスタイル上は「クール」であるが、編曲技術的にはテナー・サックスをリードとする（通常はアルトがサックス・セクションのリードを執るのが常道だった）ことで斬新な珍しいビッグバンドスタイル体現していた。ハーマンは1960年代に作ってしまった税法上の追徴金返済のために、1986年にフランク・テュベロに楽団リーダーの座を譲るまで、ぎりぎりまでツアーを続けなければならなかった。
ウディ・ハーマンは、1987年10月29日に死去している。

## 書籍
- ジャズ批評編集部編 編『ジャズ管楽器 : バリトン・サックス/ソプラノ・サックス/クラリネット/フルート/トロンボーン他』松坂〈ジャズ批評ブックス〉、2002年、105頁。ISBN 4-915557-12-X。